# Салоу
Салоу (исп. Salou, греч. Salauris) — город и муниципалитет в Испании, входит в провинцию Таррагона в составе автономного сообщества Каталония. Муниципалитет находится в составе района (комарки) Таррагонес. Занимает площадь 15,1 км². Население — 27016 человек (на 2010 год).
Салоу — морской курорт и туристический центр в Каталонии, Испания, расположился примерно в 10 километрах от Таррагоны на «Золотом берегу» — Коста-Дорады и чуть больше 92 километров от Барселоны. В стороне от бесконечной цепочки пляжей, сменяющихся скалистыми пещерами и бухтами, и живописных лужаек, главная достопримечательность — громадный парк развлечений Порт Авентура, когда-то принадлежавший американской кинокомпании Universal Studios.

## История
Используемый греками и римлянами как порт, он появился снова в важный исторический момент, когда в 1229 флот Хайме I Арагонского отправился из порта города Салоу завоёвывать Балеарские острова, таким образом основав Королевство Майорка и в 1286 Альфонс III Арагонский так же отправился из этого порта завоёвывать Минорку, последние мусульманские земли Балеарских островов. Позже Салоу стал рассадником пиратов. После этого это место было признано ненадёжным, в 1530 Архиепископ Таррагонский решил воздвигнуть новую оборонную башню, сейчас называемую Торре-Велья — «Старая Башня» (Torre Vella). В 1865 году начала работать железнодорожная станция, открывшая новые возможности, которые через сто лет привели к туристическому буму, и как следствие, процветанию города. Рядом находится пригород Вилафортуна.

## Население
| 1991    | 2001    | 2002    | 2004    | 2005    | 2006    | 2007    | 2008    | 2009    |
| ------- | ------- | ------- | ------- | ------- | ------- | ------- | ------- | ------- |
| 8236    | ↗13 952 | ↗15 360 | ↗18 238 | ↗20 139 | ↗22 162 | ↗23 398 | ↗25 754 | ↗26 649 |
| 2010    | 2011    | 2012    | 2013    | 2014    | 2015    | 2016    | 2017    | 2018    |
| ↗27 016 | ↘26 193 | ↗26 601 | ↗26 752 | ↘26 558 | ↘26 459 | ↘26 386 | ↘26 233 | ↗26 775 |
| 2019    | 2020    | 2021    | 2022    | 2023    | 2024    |         |         |         |
| ↗27 476 | ↗28 526 | ↘28 512 | ↗29 028 | ↗30 224 | ↗30 810 |         |         |         |

## Достопримечательности
Салоу — туристическая столица Коста-Дорады, благодаря наличию многих туристических удобств и прекрасных пляжей; вследствие мягкого средиземноморского климата Салоу является популярным местом отдыха. В городе есть аквапарки и парки развлечений, такие как «Порт Авентура» и аквапарк «Коста Карибе».
Парк «Салоу Променад» (Salou Promenade) — одна из наиболее живописных достопримечательностей Салоу, расположившийся прямо вдоль береговой линии пляжа Льевант (Llevant Beach), самого большого пляжа в городе, наряду с Платжа-де-Понент (Platja de Ponent), Платжа-дельс-Капельянс (Platja dels Capellans), Платжа-Льярга (Platja Llarga) и Кала-Кранкс (Cala Crancs). Пляжи Салоу имеют голубой флаг, что является показателем чистоты и безопасности пляжей.
Реус — ближайший аэропорт Салоу (есть регулярное автобусное сообщение с городом), после аэропорта города Барселоны.

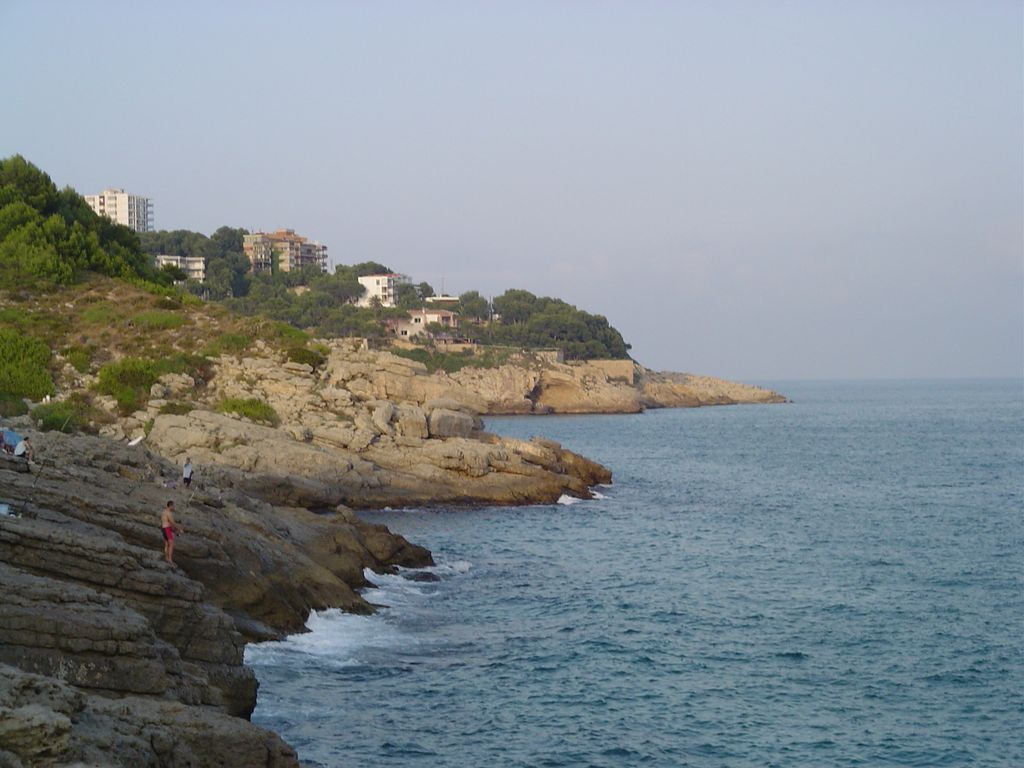
Окрестности Салоу — побережье
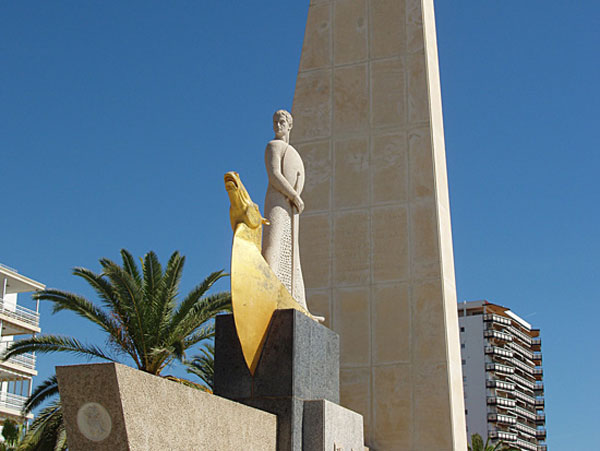
Монумент Хайме I в центре Салоу
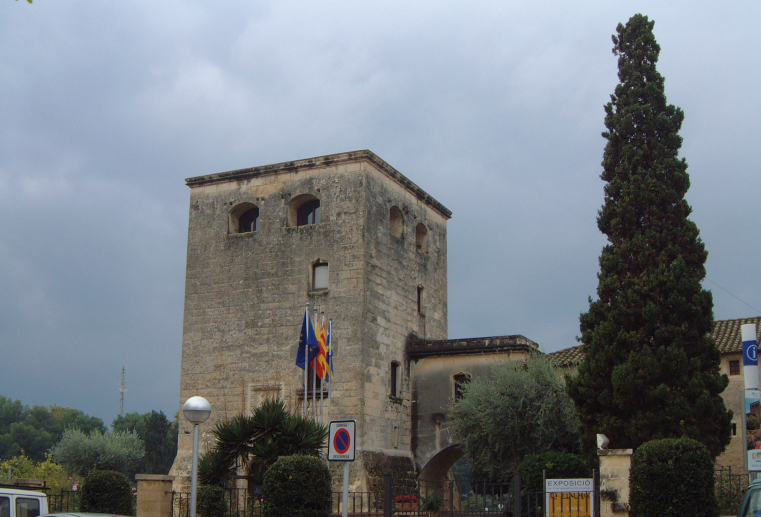
Крепость «Torre Vella»
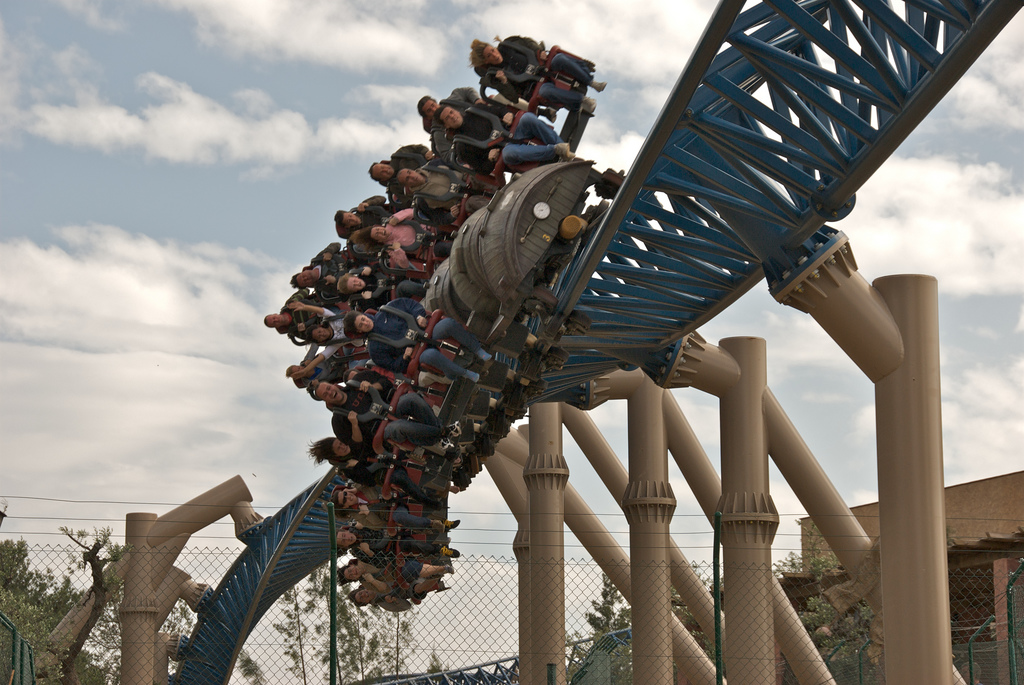
Аттракцион Фьюриус Бэйко
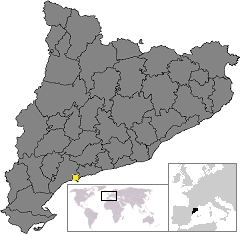
Положение Салоу на карте Каталонии
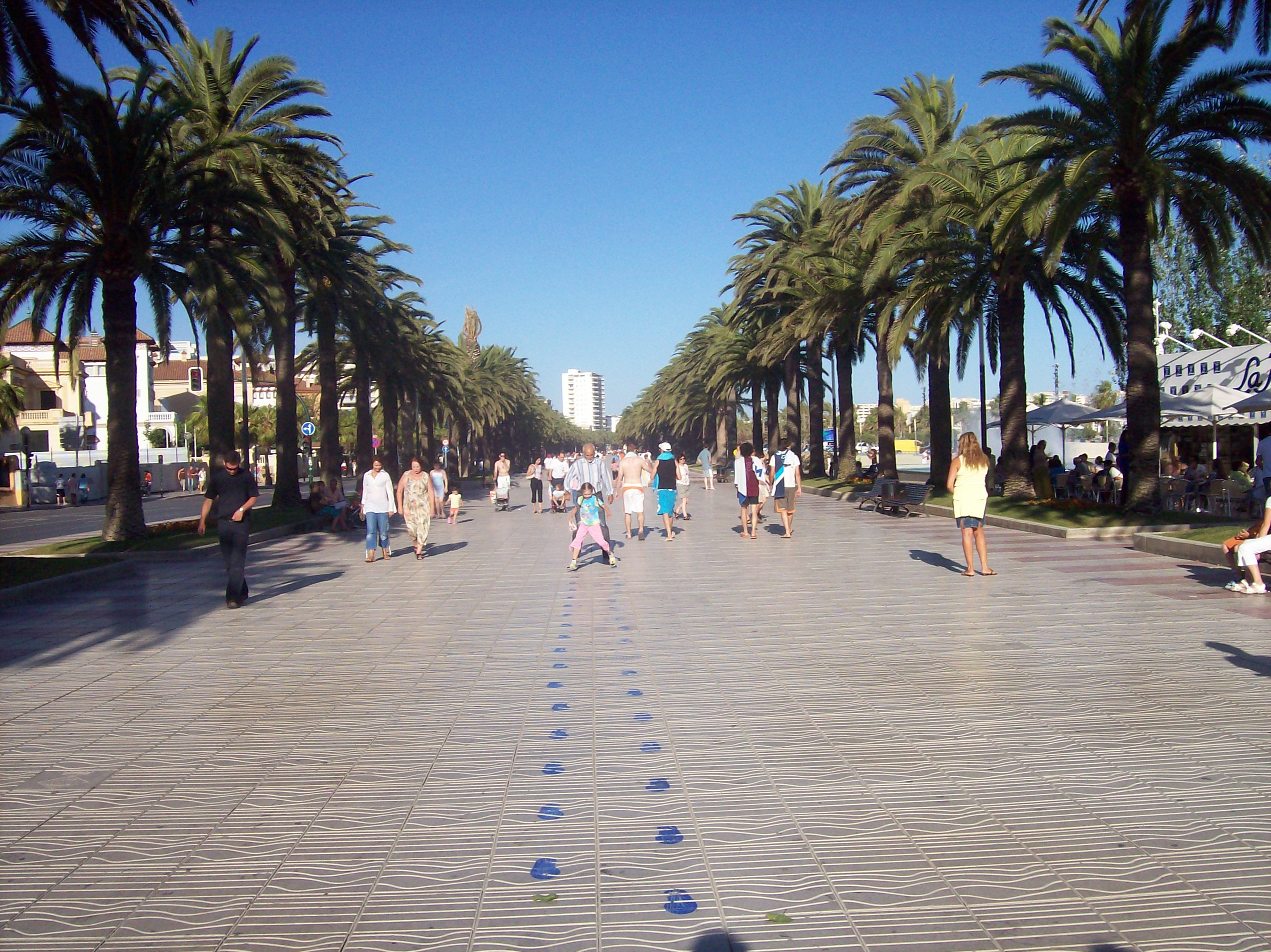
Бульвар вдоль побережья в Салоу

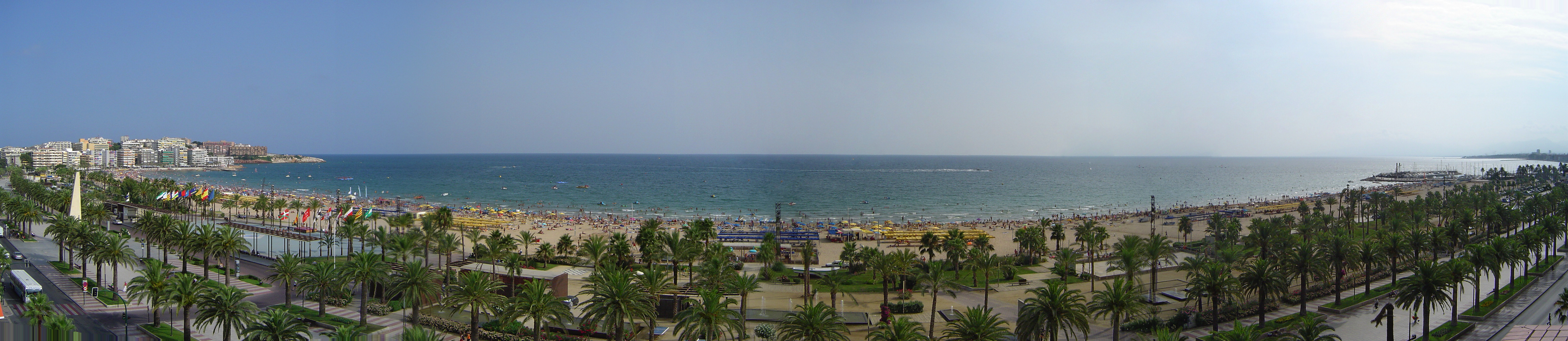
Панорама Салоу. Вид на пляж и бульвар в центре города